# The Buzzhorn
The Buzzhorn ist eine US-amerikanische Rockband aus Milwaukee, Wisconsin. Die Band gehört der Stilrichtung Post-Grunge an. Die Band arbeitete mit Atlantic Records und Howard Benson als Produzent zusammen.

## Diskografie
- 2002: Disconnected (Album, Atlantic Records)